# Aşkın
Aşkın ist ein türkischer männlicher und weiblicher Vorname mit der Bedeutung „übersteigend, überragend, überlegen“. Aşkın kommt auch als Familienname vor.

## Namensträger

### Vorname
- Aşkın Nur Yengi (* 1970), türkische Popsängerin

### Familienname
- Ali N. Askin (Ali N. Aşkın; * 1962), deutscher Komponist, Arrangeur, Musikproduzent und Musiker
- Elif Aşkın (* 1988), türkische Biathletin
- Firuz Aşkın (Ali Füruzan Aşkın; 1924–2011), türkischer Maler, Zeichner und Karikaturist
- Saime Aşkın (1961–1984 oder 1985), führendes Mitglied der PKK
- Yücel Aşkın (* 1943), türkischer Hochschullehrer, Autor und Dokumentarfilmer